# Baton Rouge Pro Tennis Classic 2010
Il Baton Rouge Pro Tennis Classic 2010 è stato un torneo professionistico di tennis maschile giocato sul cemento, che faceva parte dell'ATP Challenger Tour 2010. Si è giocato a Baton Rouge negli USA dal 12 al 18 aprile 2010.

## Partecipanti

### Teste di serie
| Nazionalità | Giocatore       | Ranking* | Testa di serie |
| ----------- | --------------- | -------- | -------------- |
| Stati Uniti | Rajeev Ram      | 85       | 1              |
| Sudafrica   | Kevin Anderson  | 108      | 2              |
| Stati Uniti | Kevin Kim       | 134      | 3              |
| Stati Uniti | Donald Young    | 141      | 4              |
| Argentina   | Brian Dabul     | 146      | 5              |
| Stati Uniti | Michael Yani    | 149      | 6              |
| Stati Uniti | Ryan Sweeting   | 150      | 7              |
| Stati Uniti | Robert Kendrick | 158      | 8              |

- Ranking al 5 aprile 2010.

### Altri partecipanti
Giocatori che hanno ricevuto una wild card:
- Bobby Reynolds
- Devin Britton
- Donald Young
- Alexander Domijan

Giocatori passati dalle qualificazioni:
- Philip Bester
- Bryan Koniecko
- Cecil Mamiit
- Fritz Wolmarans

## Campioni

### Singolare
Kevin Anderson ha battuto in finale  Tobias Kamke, 6(7)–7, 7–6(7), 6–1

### Doppio
Stephen Huss /  Joseph Sirianni hanno battuto in finale  Chris Guccione /  Frank Moser, 1–6, 6–2, [13–11]